# SkyDrift
SkyDrift é um jogo eletrônico de corrida aérea lançado em 2011, desenvolvido pela Digital Reality. Foi auto publicado pela desenvolvedora nas plataformas Microsoft Windows e PlayStation 3. A versão para Xbox 360 foi publicada pela Bandai Namco Partners.
O jogo apresenta múltiplos modos de jogo, com foco principal em corridas de combate. Dois pacotes de conteúdo para download (DLCs) foram lançados, adicionando aviões extras e dois novos modos de jogo. O jogo foi bem recebido pela crítica, com médias agregadas variando entre 70% e 80%. Os críticos geralmente consideraram a jogabilidade sólida, os controles responsivos e o modo multijogador online excelente, embora vários avaliadores tenham expressado decepção com a ausência de multijogador local.
Uma versão remasterizada do jogo, intitulada SkyDrift Infinity, foi lançada pela HandyGames em 29 de julho de 2021.

## Jogabilidade
Em SkyDrift, os jogadores pilotam um dos vários aviões em uma competição de corrida fictícia. A jogabilidade é semelhante à de outros jogos de corrida aérea, como Plane Crazy e o modo de voo de Diddy Kong Racing. O jogo apresenta 33 fases de desafio para um jogador, além de modo multijogador online. Embora o foco principal seja a corrida, os combates aéreos (dogfights) têm um papel importante em alguns modos de jogo de SkyDrift. Os jogadores ganham impulso, que fornece um aumento temporário de velocidade, ao voar de forma acrobática, próximo ao solo ou ao abater adversários. Novos aviões e suas diferentes pinturas personalizadas são desbloqueados conforme o jogador progride e completa desafios específicos. Durante as corridas, também podem surgir perigos ambientais como pedras caindo ou avalanches.
O jogo inclui três modos principais, com dois modos adicionais disponíveis via conteúdo para download (DLC). O primeiro modo, chamado "Power Race", é um híbrido entre corrida e combate. Os jogadores podem coletar aprimoramentos que concedem habilidades diferentes aos aviões. Essas habilidades incluem, por exemplo, mísseis, metralhadoras, minas ou uma explosão de pulso eletromagnético (EMP). O objetivo é usar todos os meios disponíveis para alcançar a melhor colocação possível ao final da corrida. O segundo modo é focado exclusivamente em corrida. Chamado de "Speed Race", este modo remove todas as armas e aprimoramentos. Em seu lugar, há anéis espalhados pela pista. Voar através desses anéis concede um impulso de velocidade, e atravessar vários em sequência multiplica esse efeito. Assim como em "Power Race", o objetivo é terminar a corrida na melhor colocação possível.
O terceiro modo incluso no jogo é conhecido como "Survivor". A jogabilidade é semelhante à de "Power Race", porém, após determinado tempo, o jogador na última posição é eliminado. Neste modo, os aprimoramentos também estão presentes e podem ser usados para subir de posição e evitar a eliminação. A corrida termina quando todos os jogadores humanos são eliminados ou quando um jogador humano conquista o primeiro lugar. Os dois modos adicionais por DLC — "Deathmatch" e "Team Deathmatch" — são focados exclusivamente em combates aéreos contra outros jogadores. Esses modos são disputados em três novas arenas e estão disponíveis apenas no modo online.

## Desenvolvimento e marketing
Os desenvolvedores afirmaram que queriam manter certo grau de realismo no cenário do jogo. O designer-chefe Peter Petrekovits descreveu a direção criativa do jogo como "não é ficção científica, mas uma corrida pelos lugares mais bonitos da Terra". O desenvolvimento começou com versões de baixa contagem de polígonos dos três cenários do jogo, com o objetivo de refinar a jogabilidade, que posteriormente foram aprimorados com detalhes criados a partir de formas primitivas. Os artistas então transformaram esses ambientes em cenários finalizados, enquanto os designers das pistas definiram os elementos específicos de cada corrida. Foram criadas várias rotas em cada cenário, permitindo diversas configurações de percurso. Alguns dos designs dos aviões foram inspirados em caças reais, mas todos evoluíram a partir de artes conceituais originais até seus visuais finais. Petrekovits comentou sobre os designs: "Esses aviões não são modelos reais. Você pode reconhecer algumas partes, mas são conceitos totalmente novos". Petrekovits também esclareceu que, embora os aviões possam ser equipados com armamentos via aprimoramentos, eles "não são aviões militares de forma alguma, são aviões de corrida". Dois membros da equipe de desenvolvimento do jogo eram técnicos aeronáuticos graduados.
Dois pacotes de conteúdo para download (DLC) foram lançados, ambos já incluídos no jogo principal, mas que exigem chaves premium para serem desbloqueados. O primeiro, intitulado Extreme Fighters Pack, foi lançado em 21 de setembro de 2011 e adiciona três aviões extras: Vanguard, Sparrow X1 e Triwing Vintage. Os dois primeiros possuem um design semelhante ao de caças modernos, enquanto o último é inspirado em aviões antigos no estilo Barão Vermelho, como o triplano. O segundo pacote, chamado Gladiator Pack, adiciona seis novas arenas de combate ao jogo. Esses novos níveis têm foco total em combates aéreos, com todos os elementos de corrida removidos.

## Recepção
As versões para PlayStation 3 e Xbox 360 de SkyDrift receberam "críticas geralmente favoráveis", enquanto a versão para PC recebeu críticas "médias", segundo o site agregador de análises Metacritic. De acordo com a análise do Gamasutra, SkyDrift vendeu mais de 5.100 unidades no Xbox 360 e 4.700 unidades no PlayStation 3 durante o mês de seu lançamento. A versão para Xbox 360 vendeu mais de 7.500 unidades até o final de 2011.
Os visuais do jogo foram bem recebidos pelos críticos. A revisora do IGN, Stephanie Lee, elogiou os visuais, afirmando que os gráficos apresentam "detalhes belíssimos e uma paleta de cores quente". Robert Workman, do GameZone, também deu nota alta para os gráficos de SkyDrift. Ele considerou que os aviões eram bem modelados e que os ambientes ofereciam "um pacote visual suave". Sean Evans, do GameSpot, chamou os gráficos de "visualmente impressionantes, com níveis de detalhe notáveis". Contudo, ele citou problemas ocasionais para localizar power-ups, atribuídos aos "efeitos de iluminação excessivamente saturados". A trilha sonora do jogo foi considerada mediana pelos críticos. Lee, do IGN, afirmou que a trilha sonora de SkyDrift "não se destaca, nem prejudica a experiência geral", sentimento compartilhado por Workman do GameZone.
A jogabilidade também foi bem recebida. Kristan Reed, do Eurogamer, observou que os controles da versão para Xbox 360 são "precisos e fáceis de aprender". Reed, no entanto, sentiu que o jogo pode perder seu brilho rapidamente para alguns jogadores devido aos ambientes repetidos ao longo do jogo. Terry Terrones, do GamePro, declarou que o jogo é "a definição de fácil de jogar e difícil de dominar". Sean Evans, do GameSpot, destacou que o multiplayer online do jogo é "sem lag" e foi a "jóia da coroa" do título, mas expressou decepção pelo fato de não ter modo multiplayer local. Stephanie Lee, do IGN, também elogiou o multiplayer online, mas ficou desapontada com a falta de multiplayer local. Ela, contudo, admitiu que, durante eventos para um jogador, "a inteligência artificial ainda sabe como desafiar".